# Gunga Din (film, 1939)
Pour plus de détails, voir Fiche technique et Distribution.
Gunga Din est un film américain réalisé par George Stevens, sorti en 1939.

## Synopsis
L'action se déroule au XIXe siècle, aux Indes Britanniques. Le prologue du film présente un groupe de Thugs, une secte d'assassins vénérant Kali, qui se font passer pour des voyageurs pour suivre une patrouille britannique, qu'ils massacrent durant la nuit en les étranglant.
La liaison télégraphique avec un village dans la montagne est interrompue, l'état-major envoie un détachement réparer la ligne du télégraphe, commandés par trois sergents britanniques, MacChesney (Victor McLaglen), Thomas « Tommy » Ballantine (Douglas Fairbanks Jr.) et Archibald Cutter (Cary Grant). La petite troupe est suivie par l'humble porteur d'eau indien Gunga Din. Les Britanniques trouvent un village désert, et commencent la réparation de la ligne, lorsqu'ils sont attaqués depuis les toits. Après une résistance acharnée, les survivants du détachement se replient par la rivière grâce à l'aide Gunga Din. De retour à leur base, les trois sergents reprennent leurs activités : MacChesney soigne son éléphante, Cutter s'aperçoit que Gunga Din suit en cachette les exercices militaires, car il veut devenir soldat, et lui apprend à faire le salut militaire. Quant à Ballantine, il annonce qu'il va quitter l'armée pour se marier, abandon catastrophique pour ses deux compagnons d'armes qui vont déployer toutes leurs ruses pour lui faire signer son réengagement dans l'armée. Le trio est affecté à une nouvelle mission, recommencer le rétablissement du télégraphe, avec un détachement plus nombreux et plus vigilant...

## Fiche technique
- Titre original : Gunga Din
- Réalisation : George Stevens, assisté de Robert Parrish (non crédité)
- Scénario : Joel Sayre et Fred Guiol d'après une histoire de Ben Hecht et Charles MacArthur inspirée par le poème Gunga Din de Rudyard Kipling
- Production : George Stevens et Pandro S. Berman
- Société de production : RKO
- Musique : Alfred Newman
- Photographie : Joseph H. August
- Montage : Henry Berman, John Lockert et John Sturges (non crédité)
- Direction artistique : Van Nest Polglase
- Décorateur de plateau : Darrell Silvera
- Costumes : Edward Stevenson
- Effets spéciaux : Vernon L. Walker
- Pays d'origine :  États-Unis
- Format : Noir et blanc - Son : Mono (RCA Victor System)
- Genre : Film d'aventure
- Durée : 117 minutes
- Dates de sortie : 
  - États-Unis : 
    - 24 janvier 1939 (première mondiale à Los Angeles)
    - 26 janvier 1939 (première à New York)
    - 17 février 1939 (sortie nationale)

  - France : 23 février 1939 Re sortie en Septembre 1944

## Distribution

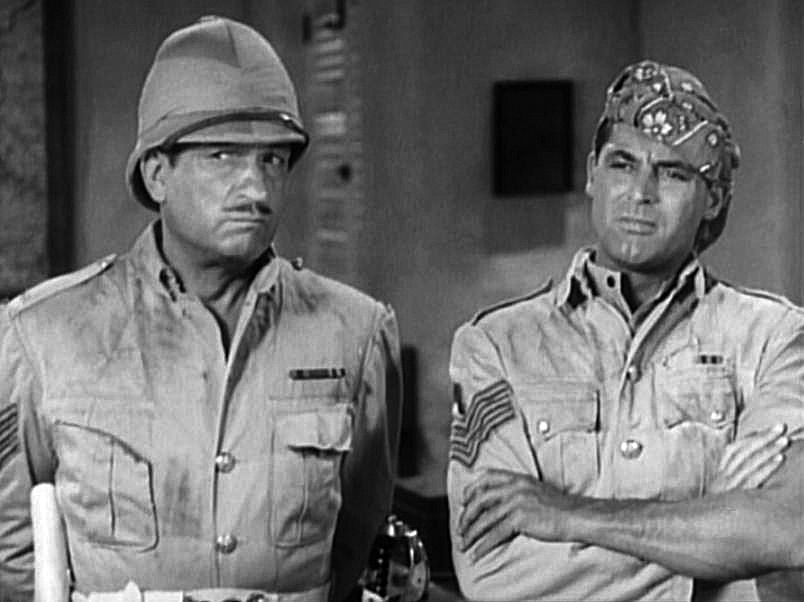
Victor McLaglen et Cary Grant.

- Cary Grant (VF : Jean Davy) : Sergent Archibald Cutter
- Victor McLaglen (VF : Marcel Raine) : Sergent « Mac » MacChesney
- Douglas Fairbanks Jr. (VF : Marc Valbel) : Sergent Thomas « Tommy » Ballantine
- Joan Fontaine : Emaline « Emmy » Stebbins
- Sam Jaffe (VF : André Norevo) : Gunga Din
- Eduardo Ciannelli (VF : Raymond Rognoni) : Le gourou
- Montagu Love : Colonel Weed
- Robert Coote : Sergent Bertie Higginbotham
- Abner Biberman : Chota
- Lumsden Hare : Major Mitchell

Acteurs non crédités
- Charles Bennett : L'opérateur du télégraphe
- Olin Francis : Fulad
- Cecil Kellaway : Mr. Stebbins
- Lal Chand Mehra : Jadoo
- George Regas : Un chef de bande
- Reginald Sheffield (VF : Fernand Fabre) : Rudyard Kipling
- Roland Varno : Lieutenant Markham

## Autour du film
- Blake Edwards lui rendit hommage dans la scène d'ouverture de La Party, en 1969, avec Peter Sellers dans le rôle tenu par Sam Jaffe.